# Petrobius
A petrobius egy rovarnem, az ugró ősrovarok rendjében, ezen belül a pattanók családjában.
A nem fajai elsősorban tengerpartokon terjedtek el, a dagályszintek fölött. Kövek alatt, apró repedésekben élnek, táplálékukat moszatok és korhadó növényi maradványok képezik.

## Fajok
A nem a következő fajokat tartalmazza:
- Petrobius adriaticus (Verhoeff, 1910)[1]
- Petrobius artemisiae (Mendes, 1980)[2]
- Petrobius brevistylis (Carpenter, 1913)[3]
- Petrobius calcaratus (Silvestri, 1911)[4]
- Petrobius carpenteri (Bagnall, 1923)[5]
- Petrobius caucasicus (Kaplin, 2008)[6]
- Petrobius crimeus (Kaplin, 1983)[7]
- Parti ugróősrovar (Petrobius maritimus) (Leach, 1809)[8]
- Petrobius persquamosus (Silvestri, 1911)[9]
- Petrobius ponticus (Wygodzinsky, 1959)[10]
- Petrobius silvestri (Womersley, 1927)[11]
- Petrobius submutans (Silvestri, 1911)[12]
- Petrobius superior (Silvestri, 1911)[13]